# Isma’il wuld Bidda wuld asz-Szajch Sidija
Isma’il wuld Bidda wuld asz-Szajch Sidija (ur. 17 marca 1961) – polityk mauretański. W latach 2011–2014 minister budownictwa, planowania miejskiego i przestrzennego. Od 4 sierpnia 2019 do 6 sierpnia 2020 premier Mauretanii.